# Robbenjagd in Namibia

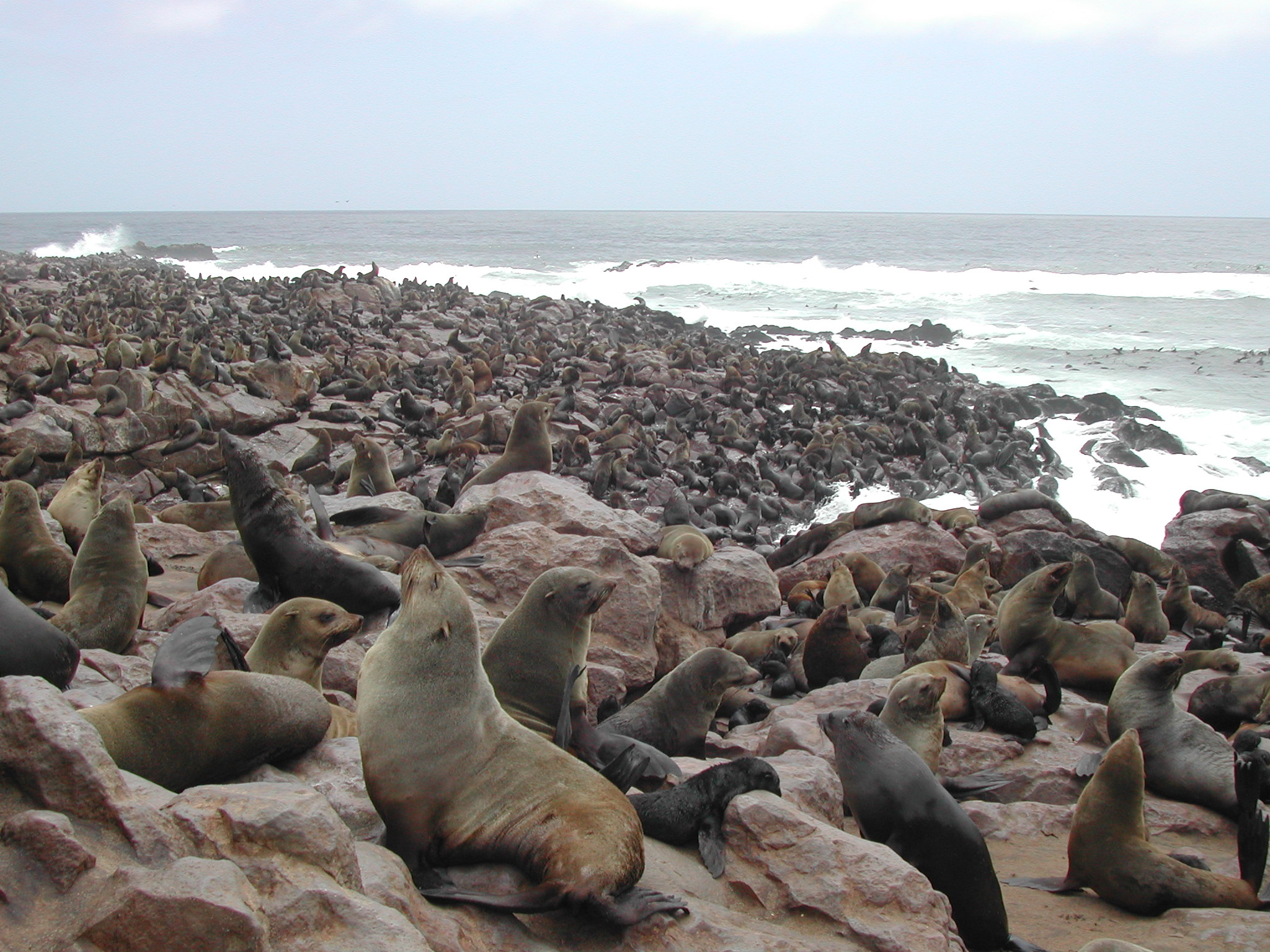
Robbenkolonie am Kreuzkap

Die Robbenjagd in Namibia ist eine – umstrittene – Jagd auf Südafrikanische Seebären im südwestafrikanischen Namibia. Alljährlich werden bis zu 100.000 Robben im Robbenreservat Kreuzkap, sowie in der Wolfs- und Atlasbucht gejagt.

## Geschichte
Die Geschichte der kommerziellen Nutzung von Robben geht auf das Jahr 1884 zu Zeiten Deutsch-Südwestafrikas zurück. Die Deutsche Kolonialgesellschaft hatte zu dieser Zeit das Monopol. Diese nutzte die Bestände am Kreuzkap ebenso wie Nutzungsrechte auf zwölf Inseln, die von der Kapkolonie gepachtet wurden.
1922 gab es erste Gesetzgebungen zur Nutzung der Seebären. 1927 wurden die Nutzungsrechte an Herman Offen für das Kreuzkap und Judel Lurie für die vorgelagerten Inseln vergeben. Eine neue Gesetzgebung im Jahr 1949 stellte die illegale Tötung von Robben unter Geldstrafe. 1973 wurde die Nutzung weiter gesetzlich geregelt und unter anderem Größe, Geschlechter und Alter der Tiere berücksichtigt. Nach Unabhängigkeit 1990 regelte Namibia ab 1991 in einem eigenen Gesetz die Nutzung.
2012 erklärte der namibische Ombudsmann die Nutzung der Seebären in seiner damaligen Form für teilweise illegal.

## Hintergrund
Der Bestand an Robben in Namibia gilt als stabil und stark wachsend. 2012 wurde er mit 1,3 Millionen Tieren angegeben, liegt möglicherweise aber auch bei bis zu 3 Millionen (Stand 2011). 2021 ging man offiziell von 1,4 Millionen Tieren aus.
Der Staat vergibt über das Fischereiministerium Quoten zur Nutzung, die vom 1. Juli bis 15. November stattfinden darf. Für die Jahre 2010 bis 2012 lag diese bei 86.000 Tieren pro Jahr. Laut diesem sei die nachhaltige Nutzung der Kap-Pelzrobben an der namibischen Küste nicht nur wichtig für das Bruttoinlandprodukt, sondern würde zahlreichen Menschen ein Einkommen garantieren. Von 2016 bis 2018 wurden jährlich 68.000 Robben zur Jagd freigegeben worden. Es handelt sich stets um etwa 90 Prozent Jungtiere und 10 Prozent ausgewachsene Bullen.
In Namibia wird ausdrücklich von staatlicher Seite in Bezug auf Robben von Ernte (englisch harvest) und nicht Jagd bzw. englisch culling gesprochen. Im deutschsprachigen Gebrauch in Namibia ist zumeist von schlagen die Rede. Die Ernte wird durch Erschießen der erwachsenen Tiere und knüppeln der Jungtiere durchgeführt. Ein Hakapik kommt in Namibia nicht zum Einsatz.

## Wirtschaft
Laut dem namibischen Staat wird die Nutzung der Robben vor allem aus zwei Gründen betrieben. Zum einen sollen die extrem reichen Fischgründe für die Fischerei in Namibia gesichert werden. Zum anderen stellen die Produkte der Seebären eine wichtige wirtschaftliche Grundlage dar. So werden alle Teile der getöteten Tiere genutzt und zudem FDI generiert, unter anderem durch die Hatem Yavuz Group, die sich auf den Export von Robbenfellen spezialisiert hat.
Zwischen 2005 und 2015 exportierte Namibia alleine 400.000 Felle. 2018 eröffnete eine Fabrik zur Verarbeitung der Robben in Lüderitz.

### Nutzungszahlen (Auswahl)
| Jahr    | Sinclair Island | Albatross Rock | North Long Island/South Long Island | Wolfs-/Atlasbucht | Lüderitz-Inseln | Hollamsbird Island | Kreuzkap |
| ------- | --------------- | -------------- | ----------------------------------- | ----------------- | --------------- | ------------------ | -------- |
| 1902    | 530             |                | 1913                                |                   |                 |                    |          |
| 1912    | 15121           |                | 15121                               |                   | 15121           | 15121              |          |
| 1922    | 82341           |                | 82341                               |                   | 82341           | 82341              |          |
| 1932    |                 |                |                                     |                   |                 |                    |          |
| 1942    | 76641           |                | 76641                               | 76641             |                 |                    | 3900     |
| 1952    | 1642            | 1078           | 2070                                | 16.707            | 28              |                    | 5871     |
| 1962    | 5008            | 1436           | 2042                                | 21.396            |                 |                    | 8236     |
| 1972    | 2233            | 126            | 2048                                | 42.227            |                 |                    | 7470     |
| 1982    | 3544            | 1504           | 5564                                | 42.775            |                 |                    | 12.075   |
| …       | …               | …              | …                                   | …                 | …               | …                  | …        |
| 2008    | 70.656          | 70.656         | 70.656                              | 70.656            | 70.656          | 70.656             | 70.656   |
| 2009    | 56.023          | 56.023         | 56.023                              | 56.023            | 56.023          | 56.023             | 56.023   |
| 2010    | 67.779          | 67.779         | 67.779                              | 67.779            | 67.779          | 67.779             | 67.779   |
| 2011    | 67.764          | 67.764         | 67.764                              | 67.764            | 67.764          | 67.764             | 67.764   |
| 2012    | 57.880          | 57.880         | 57.880                              | 57.880            | 57.880          | 57.880             | 57.880   |
| Quelle: |                 |                |                                     |                   |                 |                    |          |

1 gemeinsame Erhebung der Gebiete

## Internationale Stimmung
International ist die Robbenjagd umstritten. Diverse Tierschutzorganisationen setzen sich gegen die Jagd und vor allem die Art der Tötung ein. Es kam in der Vergangenheit auch zu Boykottaufrufen.
So hat die Europäische Union die Einfuhr von Robbenprodukten 2009 untersagt. Diese Entscheidung wurde von der Welthandelsorganisation fünf Jahre später als diskriminierend bezeichnet. Namibias Export von Robbenprodukten ging auch schon vor dieser Zeit nicht in die EU, sondern vor allem nach Asien, so dass die Entscheidung kaum Auswirkung auf Namibia hatte und das Land auf einen offiziellen Einspruch verzichtete.